# Absberg
Absberg – gmina targowa w Niemczech, w kraju związkowym Bawaria, w rejencji Środkowa Frankonia, w powiecie Weißenburg-Gunzenhausen, wchodzi w skład wspólnoty administracyjnej Gunzenhausen. Leży około 15 km na północny zachód od Weißenburg in Bayern, nad jeziorem Kleiner Brombachsee.

## Demografia
| Rok  | Liczba mieszk. |
| ---- | -------------- |
| 1970 | 1 224          |
| 1987 | 1 179          |
| 2000 | 1 289          |